# Liste der Baudenkmale in Siggelkow
In der Liste der Baudenkmale in Siggelkow sind alle Baudenkmale der Gemeinde Siggelkow (Landkreis Ludwigslust-Parchim) und ihrer Ortsteile aufgelistet (Stand: 17. August 2009).

## Legende
In den Spalten befinden sich folgende Informationen:
- ID-Nr: Die Nummer wird von den Denkmalämtern der Landkreise vergeben. Wenn sie nicht bekannt ist, bleibt die Spalte leer. In dieser Spalte kann sich zusätzlich das Wort Wikidata befinden, der entsprechende Link führt zu Angaben zu diesem Denkmal bei Wikidata.
- Lage: die Adresse des Denkmales und die geographischen Koordinaten.
Link zu einem Kartenansichtstool, um Koordinaten zu setzen. In der Kartenansicht sind Denkmale ohne Koordinaten mit einem roten bzw. orangen Marker dargestellt und können in der Karte gesetzt werden. Denkmale ohne Bild sind mit einem blauen bzw. roten Marker gekennzeichnet, Denkmale mit Bild mit einem grünen bzw. orangen Marker.
- Bezeichnung: Bezeichnung, so wie sie in den offiziellen Listen der Denkmalämter steht. Ein Link hinter der Bezeichnung führt zum Wikipedia-Artikel über das Denkmal. Wenn die Bezeichnung der Denkmalämter inhaltlich fehlerhaft ist, ist in der Spalte „Beschreibung“ darauf hinzuweisen.
- Beschreibung: Beschreibung des Denkmales
- Bild: ein Bild des Denkmales und gegebenenfalls einen Link zu weiteren Fotos des Denkmals im Medienarchiv Wikimedia Commons

## Siggelkow
| ID | Lage                                 | Bezeichnung                          | Beschreibung | Bild                             |
| -- | ------------------------------------ | ------------------------------------ | --- | -------------------------------- |
|    | (Karte)                              | Kirche, Friedhofsmauer und Allee     | Fachwerkkirche vom wohl 18. Jahrhundert; niedriger verbretterter Westturm mit Satteldach                               | Kirche, Friedhofsmauer und Allee |
|    | (Karte)                              | Kriegerdenkmal 1939/45               | | Kriegerdenkmal 1939/45           |
|    | Ernst-Thälmann-Str. 30 (Karte)       | Wohnhaus                             | |                                  |
|    | Geschw.-Scholl-Str. 4 (Karte)        | Bauernhaus                           | |                                  |
|    | Geschw.-Scholl-Str. 8 (Karte)        | Bauernhaus, Stall, Scheune           | |                                  |
|    | L 09                                 | Todesmarschgedenkstein               | Gedenkstein von 1950 in der Dorfmitte zur Erinnerung an die Opfer des Todesmarsches der Häftlinge des KZ Sachsenhausen |                                  |
|    | L 09 nach Groß Pankow                | Meilenstein                          | |                                  |
|    | Rudolf-Breitscheid-Straße (Karte)    | Kriegerdenkmal 1914/18               | | Kriegerdenkmal 1914/18           |
|    | Rudolf-Breitscheid-Straße 17 (Karte) | Bauernhaus, Stall, Scheune, Schmiede | |                                  |
|    | Slater Weg                           | Wegweiser                            | |                                  |

## Groß Pankow
| ID | Lage                       | Bezeichnung                     | Beschreibung | Bild                      |
| -- | -------------------------- | ------------------------------- | --- | ------------------------- |
|    | (Karte)                    | Kirche mit Feldsteinmauer       | Dorfkirche von 1705; schlichter einschiffiger Fachwerkbau mit verbrettertem Westturm; der kleine Flügelaltar ist spätgotisch mit Schrein von nach 1530/40. | Kirche mit Feldsteinmauer |
|    | auf dem Kirchhof           | Kriegerdenkmal                  | | Kriegerdenkmal            |
|    | Dorfplatz 5 (Karte)        | Pfarrhaus mit Scheune und Stall | |                           |
|    | L09                        | Todesmarschgedenkstein          | |                           |
|    | Marnitzer Straße 2 (Karte) | Bauernhaus                      | |                           |

## Klein Pankow
| ID | Lage                       | Bezeichnung                     | Beschreibung | Bild           |
| -- | -------------------------- | ------------------------------- | --- | -------------- |
|    | (Karte)                    | Kirche mit Feldsteinmauer       | Dorfkirche von 1705; schlichter einschiffiger Fachwerkbau mit verbrettertem Westturm; der kleine Flügelaltar ist spätgotisch mit Schrein von nach 1530/40. | Weitere Bilder |
|    | auf dem Kirchhof           | Kriegerdenkmal                  | | Kriegerdenkmal |
|    | Dorfplatz 5 (Karte)        | Pfarrhaus mit Scheune und Stall | |                |
|    | L09                        | Todesmarschgedenkstein          | |                |
|    | Marnitzer Straße 2 (Karte) | Bauernhaus                      | |                |

## Neuburg
| ID | Lage                     | Bezeichnung                   | Beschreibung | Bild |
| -- | ------------------------ | ----------------------------- | --- | ---- |
|    | Eldebrücke               | Gedenkstein für Johannes Witt | |      |
|    | L 09, neben Eldebrücke   | Todesmarschgedenkstein        | Gedenkstein von 1950 zur Erinnerung an die Opfer des Todesmarsches der Häftlinge des KZ Sachsenhausen und des KZ-Außenlagers Heinkel-Werk, |      |
|    | L 09, Siggelkower Straße | Meilenstein                   | |      |

## Redlin
| ID | Lage                    | Bezeichnung                            | Beschreibung                                                                                                  | Bild                                   |
| -- | ----------------------- | -------------------------------------- | --- | -------------------------------------- |
|    | (Karte)                 | Kirche                                 | Neugotische einschiffige Backsteinkirche von 1876; eingezogener Chor mit 5/8-Schluss; Westturm mit Satteldach | Kirche                                 |
|    | (Karte)                 | Wohnhaus und Stall                     | |                                        |
|    | Kirchhof                | Gedenkstein an die Völkerschlacht 1813 | | Gedenkstein an die Völkerschlacht 1813 |
|    | Kirchhof                | Kriegerdenkmal 1914/18                 | | Kriegerdenkmal 1914/18                 |
|    | L 09                    | Todesmarschgedenkstätte                | Gedenkstein von um 1950 an der Meyenburger Straße                                                             |                                        |
|    | nach Groß Pankow        | Wegweiser                              | |                                        |
|    | nördlich des Ortes      | Wegweiser                              | |                                        |
|    | Richtung Porep          | Wegweiser                              | |                                        |
|    | Straße nach Groß Pankow | Grenzsteine                            | |                                        |